# LaSalle (Illinois)
LaSalle es una ciudad ubicada en el condado de LaSalle en el estado estadounidense de Illinois. En el Censo de 2010 tenía una población de 9609 habitantes y una densidad poblacional de 313,03 personas por km².

## Geografía
LaSalle se encuentra ubicada en las coordenadas 41°21′24″N 89°3′51″O / 41.35667, -89.06417. Según la Oficina del Censo de los Estados Unidos, LaSalle tiene una superficie total de 30.7 km², de la cual 30.46 km² corresponden a tierra firme y (0.78%) 0.24 km² es agua.

## Demografía
Según el censo de 2010, había 9609 personas residiendo en LaSalle. La densidad de población era de 313,03 hab./km². De los 9609 habitantes, LaSalle estaba compuesto por el 89.23% blancos, el 1.67% eran afroamericanos, el 0.27% eran amerindios, el 0.88% eran asiáticos, el 0% eran isleños del Pacífico, el 5.67% eran de otras razas y el 2.28% pertenecían a dos o más razas. Del total de la población el 14.25% eran hispanos o latinos de cualquier raza.